# Skeleton (Programmierung)
Skeleton (engl. ‚Skelett, Gerippe, Gerüst‘) wird im Bereich Programmierung für eine automatisch generierte Struktur (häufig Quelltext) verwendet, die ein Programmierer oder Benutzer dann ausbauen kann. Besonders bei der Entwicklung verteilter Systeme wird diese Technik häufig angewandt, aber auch in anderen Bereichen wie der Entwicklung von grafischen Benutzeroberflächen. Ein Skeleton wird auch als Stub bezeichnet und bildet den Gegenpunkt zu dem Stub auf der Client-Seite (auch Proxy genannt).

## Beispiele
Von einem IDL-Compiler generierter Programmcode wird als Skeleton bezeichnet. Er übernimmt in der Middleware-Architektur das Marshalling bei einem Methodenaufruf der Server-Seite.
Skeletons werden z. B. bei CORBA verwendet. Skeletons werden von der IDL generiert und laufen auf dem Server.

## Web Services
Bei der Verwendung eines Web Services werden die benötigten Parameter an ein Stub-Programm übergeben. Dies verpackt die Daten und schickt sie über die Netzwerk- oder Internetverbindung an das gewünschte Modul auf dem Server.
Bevor jedoch die Daten an den Server übergeben werden können, müssen sie von einem Skeleton-Programm wieder entpackt werden. Nun können die benötigten Parameter an das Modul übergeben werden.
Wurden alle Daten verarbeitet, gelangen sie über den umgekehrten Weg wieder zurück zum Client. Dort können die Ergebnisse nach Belieben wieder verarbeitet werden.